# Nerophilus californicus
Nerophilus californicus är en nattsländeart som först beskrevs av Hagen 1861.  Nerophilus californicus ingår i släktet Nerophilus och familjen böjrörsnattsländor. Inga underarter finns listade i Catalogue of Life.